# ایزومی، کاگوشیما
ایزومی در استان کاگوشیما در کشور ژاپن  واقع شده‌است  که دارای جمعیت ۵۶٬۸۵۱ نفر و مساحت ۳۳۰٫۰۶ کیلومتر مربع با تراکم جمعیت ۱۷۲  نفر در کیلومترمربع است و در تاریخ ۱ آوریل ۱۹۵۴ به عنوان شهر شناخته شد.